# Römische Villa Pfongau
Die Römische Villa Pfongau liegt auf dem Winklerfeld des Ortsteils Pfongau der Gemeinde Neumarkt am Wallersee zwischen Irrsbergstraße und Bachstraße. 
Die römische Villa von Pfongau ist seit dem 19. Jahrhundert bekannt. Sie stammt aus dem 1. bis 3. Jahrhundert. Bei den ersten Grabungen von 1880 wurden Mosaikböden freigelegt; sie sind heute verschollen. In den 1980er-Jahren wurde nahezu der gesamte Bereich der römischen Wohngebäude mit einem Gewerbegebiet überbaut, ohne dass vorher archäologische Grabungen durchgeführt werden konnten. 
Die heutigen Ausgrabungen wurden von 2008 bis 2013 von Wolfgang Wohlmayr von der Universität Salzburg sowie Raimund Kastler, dem Landesarchäologen des Salzburg Museums, geleitet und von dem Museum in der Fronfeste in Neumarkt am Wallersee und als Projektpartner dem Österreichischen Forschungszentrum Dürrnberg unterstützt. Die Grabungen wurden von Gottlieb Eppl, dem  heutigen Grundbesitzer, gestattet. Durch geophysikalische Messungen (Archaeoprospections, ZAMG 2000) konnten vier weitere römische Gebäude geortet werden.
Die jüngsten Ausgrabungen haben zwei Brennöfen zur Herstellung von Ziegeln zutage gefördert; neben Dachziegeln wurden auch Spezialziegel für die Fußbodenheizungen hergestellt. Mit den Brennöfen konnten pro Tag rund 250 Ziegel produziert werden, was auf ein Handelsunternehmen hinweist. Die Ziegelproduktion war spezialisierten Zieglern vorbehalten, die Gutsbesitzer stellten wandernden Zieglern die dafür notwendigen Materialien wie Tongruben und Betriebsanlagen zur Verfügung und diese wurden von den Zieglern selbständig in Betrieb genommen. Die Ziegler produzierten die in einem Werkvertrag festgesetzte Menge an Ziegeln, im Gegenzug dafür bekamen sie Naturalien oder Geld. 
Bei der Ausgrabung konnte ein römischer Speicherbau mit den Ausmaßen 18 × 26 m freigelegt werden. Dabei wurde die prächtig erhaltene Bronzestatuette einer Venus (Typus einer Venus pudica = schamhafte Venus) durch die Studentin Andine Komorowski entdeckt. Die zwölf Zentimeter große Statuette wird als Sensationsfund bezeichnet.